# 장인홍
장인홍(張寅洪, 1966년 11월 26일 ~ )은 대한민국의 제21대 서울특별시 구로구청장(민선 8기, 2025~)이며 서울특별시의회 의원을 역임하였다.

## 학력
- 서울동구로국민학교 졸업
- 구로중학교 졸업
- 구로고등학교 졸업
- 서강대학교 경영대학 경영학 학사

## 경력
- 구로시민센터 지방자치위원장
- 구로시민센터 정책위원장
- 서울특별시 주민참여예산위원
- 제18대 대통령 선거 민주통합당 문재인 대통령 후보 국민캠프 서울지역 공동대표
- 구로중학교·영서중학교·영서초등학교·구로남초등학교 운영위원장
- 구로고등학교 총동문회장
- 구로구 민주평화통일자문회의 교육홍보위원장
- 민주당 서울특별시당 구로구 을 지역위원회 지방자치위원장
- 민주당 서울특별시당 지방자치위원회 부위원장
- 박영선 국회의원 정무특보
- 새정치민주연합 서울특별시당 민생복지특별위원장
- 서울특별시 구로구청 구정공동운영위원
- 구로지방자치시민연대 공동대표
- 구로교육시민연대 대표
- 구로구주민참여예산위원회 도서관리분과장
- 구로3동 주민자치위원회 감사
- 2014년 7월~2018년 6월: 제9대 서울특별시의회 의원(민선 6기, 서울 구로구 제1선거구, 새정치민주연합→더불어민주당, 초선)
- 제9대 서울특별시의회 교육위원회 위원장
- 2018년 7월~2022년 4월: 제10대 서울특별시의회 의원(민선 6기, 서울 구로구 제1선거구, 더불어민주당, 재선)
- 2021년 12월~2022년 12월: 대통령직속 국가균형발전위원회 전문위원
- 2021년 12월~2022년 11월: 더불어민주당 정책위원회 부의장
- 2022년 4월~2022년 5월: 제8회 전국동시지방선거 서울특별시 구로구청장 더불어민주당 예비후보
- 2022년 8월~: 더불어민주당 서울특별시당 구로구 을 지역위원회 수석부위원장
- 2024년 11월~: 더민주전국혁신회의 상임위원
- 2025년 2월~: 더불어민주당 서울특별시당 재개발재건축 신속추진 특별위원회 위원장
- 2025년 4월~: 제21대 서울특별시 구로구청장(민선 8기, 더불어민주당, 초선)

## 역대 선거 결과
|  | 41.09% |

|  | 10.03% |

|  | 22.11% |

|  | 56.87% |

|  | 77.36% |

|  | 56.03% |